# Троянди (мінералогія)

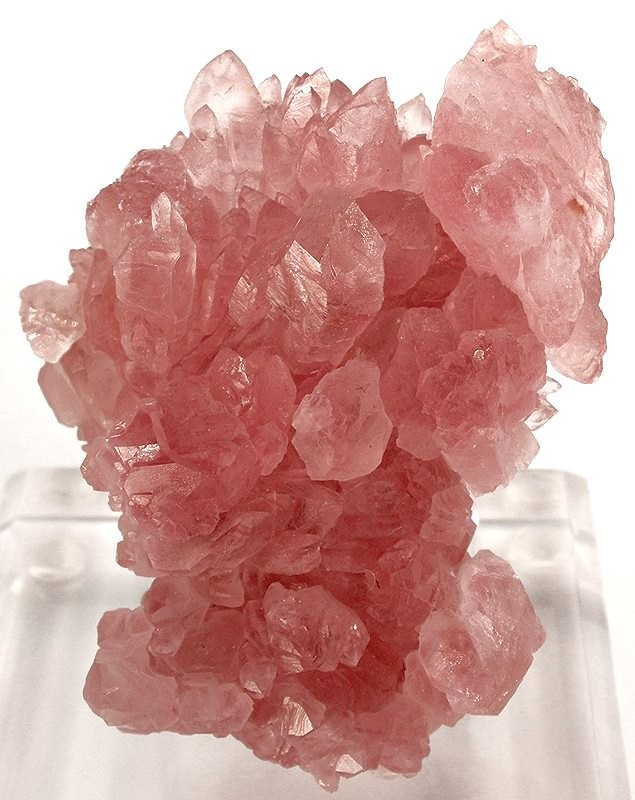
Розенкварц

Троянди — в мінералогії — частина назви ряду мінералів, яка віддзеркалює їх схожість із трояндою.
Наприклад:
- Троянди ґіпсові — зростання кристалів ґіпсу у вигляді троянди;
- Троянди залізні — морфологічний різновид гематиту у вигляді скупчень таблитчастих кристалів, що зрослися по основному пінакоїду або в близькому до нього положенні.